# تپه باغ بالا
تپه باغ بالا مربوط به هزاره اول قبل از میلاد است و در شهرستان دامغان، روستای نمکه واقع شده و این اثر در تاریخ ۶ آذر ۱۳۷۸ با شمارهٔ ثبت ۲۴۷۱ به‌عنوان یکی از آثار ملی ایران به ثبت رسیده است.